# جون بيكر سوندرز
جون بيكر سوندرز (بالإنجليزية: John Baker Saunders)‏ هو موسيقي أمريكي، ولد في 23 سبتمبر 1954 في مونتغومري في الولايات المتحدة، وتوفي في 15 يناير 1999 في سياتل في الولايات المتحدة.

## وصلات خارجية
- جون بيكر سوندرز على موقع IMDb (الإنجليزية)
- جون بيكر سوندرز على موقع ميوزك برينز (الإنجليزية)
- جون بيكر سوندرز على موقع ديسكوغز (الإنجليزية)
- جون بيكر سوندرز على موقع قاعدة بيانات الفيلم (الإنجليزية)